# Жить в твоей голове (песня)
«Жить в твоей голове» — песня, записанная российской исполнительницей Земфирой для её шестого одноимённого студийного альбома. Написанная самой исполнительницей и спродюсированная в сотрудничестве с Андреем Самсоновым, композиция была включена в альбом первым номером и стала одной из самых популярных на диске, попав на первое место по прослушиваниям на сервисе Яндекс.Музыка.
В январе 2014 года на песню «Жить в твоей голове» выпущен клип (режиссёр — Рената Литвинова).

## Предыстория
Летом 2010 года Земфира вышла из «творческого отпуска», продлившегося три года. Далее Земфира объявила, что собирается выпустить новый альбом весной 2011 года, однако позже, в январе, певица, поздравив поклонников с Новым годом, объявила, что релиз альбома откладывается на осень 2011 года. В 2012 году исполнительница снова возобновила концертную деятельность. Она выступила на фестивале «Максидром», премии Муз-ТВ и Пикнике «Афиши». В период 2011—2012 гг. она выпустила два новых сингла — «Без шансов» и «Деньги», — которые представила в ходе выступлений на фестивалях.
31 января 2013 года журнал «Афиша» объявил, что релиз нового диска состоится 15 февраля 2013 года. 14 февраля альбом, получивший название «Жить в твоей голове», появился на сервисе Яндекс.Музыка. В пластинку вошло десять композиций, в числе которых и песня, давшая пластинке название.

## Музыка и текст
«Жить в твоей голове» — это медленная поп-рок композиция, которую критики относили к классическим «земфировским медлякам» и романтическим балладам и находили в ней влияние блюза. Евгений Белжеларский из журнала «Итоги» описывал музыку песни, как «кухонный трип-хоп». В качестве ударных в композиции использована барабанная дробь.
По мнению обозревателя «Газета.Ru» Алексея Крижевского «Жить в твоей голове» написана о не прожитой до конца любви, а Николай Овчинников из интернет-газеты «Бумага» выделял в тексте строчки «И любить тебя неоправданно, отчаянно», которые, по его мнению, «растащат на цитаты мечтательные девушки-гуманитарии».

## Реакция критики
В целом песня получила положительные отзывы от критиков, музыкальных журналистов и программных директоров радиостанций России, достигнув в феврале 2013 года первого места в «Экспертном чарте» портала «Красная звезда». Редактор музыкального раздела «Русского репортёра» Наталья Зайцева дала песне положительную оценку. Отмечая, что песня стала первым за долгое время произведением в российской музыке, написанной о любви без претензий: «„о любви“ — прописными буквами», — критик писала: «Очень эмоционально, очень для девочек, очень в духе первых альбомов, без претензии на интеллектуальность (не считая барабанной дроби с оттяжкой) — и тем классно. «И любить тебя неоправданно, отчаянно», — вот про это песня, и, похоже, весь альбом про это». Антон Семикин из интернет-газеты «Каспаров.Ru» отмечал, что «Жить в твоей голове» обозначила интровертный тон всего альбома: «Уход в себя, отшельничество и внутренняя эмиграция. Желание спрятаться, заявленное настолько прямо, насколько это вообще возможно». Оксана Мелентьева из музыкального интернет-журнала Trill посчитала, что заглавная песня альбома, как и композиция «Гора», являются доказательством готовности Земфиры писать ещё более личные музыкальные произведения: «Песня „Жить в твоей голове“ мягкой поступью следует за приглушенным маршем барабана по пустынному берегу моря, где волны вспениваются гитарными слезами. Она спокойна как раннее утро…», — писала журналист.

## Коммерческий успех
Как сообщали в РИА Новости, за первые 12 часов после издания на сервисе Яндекс. Музыка, песни альбома были прослушаны более миллиона раз. Наиболее популярной оказалась заглавная композиция, которая набрала за это время 227 тысяч прослушиваний, что в среднем в два раза больше количества прослушиваний других песен. 22 февраля стало известно, что новый альбом исполнительницы побил все рекорды популярности сервиса Яндекс. Музыка. За четыре дня его песни были прослушаны в количестве более 3,8 миллионов раз. Песня «Жить в твоей голове» обогнала ближайшего конкурента — «Gangnam Style», — на 400 тысяч прослушиваний. В общей сложности трек набрал более 700 тысяч прослушиваний. После размещения пластинки на iTunes, заглавная композиция стала самой успешной из альбома по скачиваниям в российском отделении магазина. В чарте iTunes за неделю с 19 по 26 февраля она заняла 5 место. Песня также попала в «Народный чарт» портала «Красная звезда», основанном на стриминге песен через сервисы Яндекс. Музыка и MUZ.RU и голосовании пользователей в интернете. Композиция дебютировала сразу на первом месте рейтинга. В месячном чарте продаж русскоязычной музыки портала, композиция достигла 12-й позиции.

## Участники записи
В работе над песней принимали участие:

| - Земфира — вокал, автор, продюсирование, программирование, микширование, rhodes - Андрей Самсонов — сопродюсирование, звукорежиссёр, программирование, микширование, мастеринг - Дмитрий Демур Емельянов — fx, программирование, микширование | - Алексей Беляев — бас - Дэн Маринкин — барабаны, перкуссия - Павло Шевчук — звукорежиссёр - Алексей Белый — инженер записи - Александр Бахирев — инженер записи - Борис Истомин — мастеринг |  |

## Чарты
| Страна/территория (Чарт)        | Высшая позиция |
| ------------------------------- | -------------- |
| Красная звезда. Народный чарт   | 1              |
| Красная звезда. Экспертный чарт | 1              |
| Красная звезда. Чарт продаж     | 12             |
| Красная звезда. Сводный чарт    | 10             |